# Siemens PLM Software
Siemens PLM Software (trước đây là UGS) là một công ty phần mềm máy tính chuyên sản xuất phần mềm Product Lifecycle Management (PLM) 3D & 2D. Công ty là một đơn vị kinh doanh của Siemens AG, và có trụ sở tại Plano, Texas.

## Sản phẩm
Sản phẩm của Siemens PLM Software bao gồm NX, một bộ phần mềm thương mại CAD / CAM / CAE, Teamcenter, một tập hợp các công cụ PLM và cộng tác (CPD), Tecnomatix, một bộ phần mềm sản xuất và quy hoạch nhà máy và Velocity Series, một bộ ứng dụng tập trung vào thị trường giữa bao gồm Solid Edge.
Danh mục phần mềm của công ty cũng chứa NX I-Deas, NX Nastran, Solid Edge, Imageware, Tecnomatix, Femap, D-Cubed, JT, PLM Vis, PLM XML, Parasolid.